# سلفي فرنسي في المغرب
سلفي فرنسي في المغرب هو كتاب للكاتب والباحث والصحافي المغربي إدريس الكنبوري، صدر سنة 2009 عن منشورات دار أبي رقراق بالرباط، ويؤرِّخ لمسار المواطن الفرنسي روبير ريشار أنطوان الذي اعتنق الإسلام وانخرط في تنظيم القاعدة قبل اعتقاله بالمغرب والحكم عليه بالسجن المؤبد. اعتمد المؤلف حوارًا مطولًا مع أنطوان داخل السجن، ونسج منه سردًا مزدوجًا لرحلة مكانية من فرنسا إلى تركيا وأفغانستان فالمغرب، ولرحلة فكرية من الانخراط في السلفية الجهادية إلى مراجعة الأفكار وانتقاد التنظيم.كما طبع الكتاب بالقاهرة عن دار رؤية للنشر والتوزيع سنة2017.

## خلفية
وُلد روبير ريشار أنطوان سنة 1972 بضواحي سانت إيتيان بفرنسا. بعد انقطاع مبكر عن الدراسة حصل على دبلوم محاسبة، ثم اعتنق الإسلام في سن الثامنة عشرة واتخذ اسم «يعقوب». تلقى تعليمًا دينيًا متأثرًا بالسلفية في أوساط تركية بفرنسا وتركيا،ثم انتقل إلى بيشاور والتحق بمعسكر خلدن حيث تلقى تدريبًا عسكريًا وفكريًا على يد منظّرين جهاديين.

## مضمون الكتاب
يرتكز العمل على ثلاثة أسئلة محورية: هل أدى أنطوان دوره وانتهى الأمر؟ هل لا يزال يمثل أهمية؟ وهل ضُخّم ملفه؟ يقدم الكنبوري رواية مفصلة لمحطات التحول لدى أنطوان، من مرحلة التجنيد والارتباط بشبكات في طنجة والبيضاء، إلى اعتقاله على خلفية تفجيرات الدار البيضاء 2003 ومحاكمته، ثم مراجعاته الفكرية داخل السجن ورفضه لاستهداف المدنيين وفوضى الفتاوى لدى السلفيين.

## سياق وتحليل
يضع الكتاب حالة أنطوان ضمن ظاهرة اعتناق بعض الغربيين للإسلام وتحوّل جزء منهم إلى هدف للتجنيد في التنظيمات الجهادية لما يملكونه من قدرة حركة ومعرفة بالمجتمعات الأوروبية. يناقش المؤلف أيضًا أطروحة «اللعبة الاستخباراتية» على ضوء تصريحات أنطوان عن صلات مزعومة بالمخابرات الفرنسية، مع إبقاء الحكم معلّقًا لغياب أدلة قاطعة.

## استقبال
تناولت صحف عربية الكتاب بالعرض والنقد؛ فاعتبرته الجزيرة «أول كتاب من نوعه» يوثّق حالة أوروبي اعتنق الإسلام وانخرط في القاعدة ثم اعتُقل ببلد عربي، بينما قدّم اليوم السابع قراءة تُبرز فصوله الخمسة وحواره مع أنطوان داخل السجن، ونقلت تحذيرات المؤلف من مسارات الاستقطاب داخل الجماعات المتطرفة. وفي القدس العربي نجد مقالا نقديا المقال النقدي لظاهرة اعتناق الغربيين للإسلام وانجذاب بعضهم إلى السلفية الجهادية،. ويرى أن المؤلف أعاد بناء السياقات الثقافية والسياسية والاجتماعية التي أحاطت بتجربته، مبرزاً تحوله من التشدد إلى المراجعة، ومقدماً نقداً للأفكار المغلقة وآليات الاستقطاب، مع الحفاظ على موضوعية التحليل ونسبية الخلاصات.